# El Arenal (Hidalgo)
El Arenal es una localidad mexicana, cabecera del municipio de El Arenal en el estado de Hidalgo.

## Toponimia

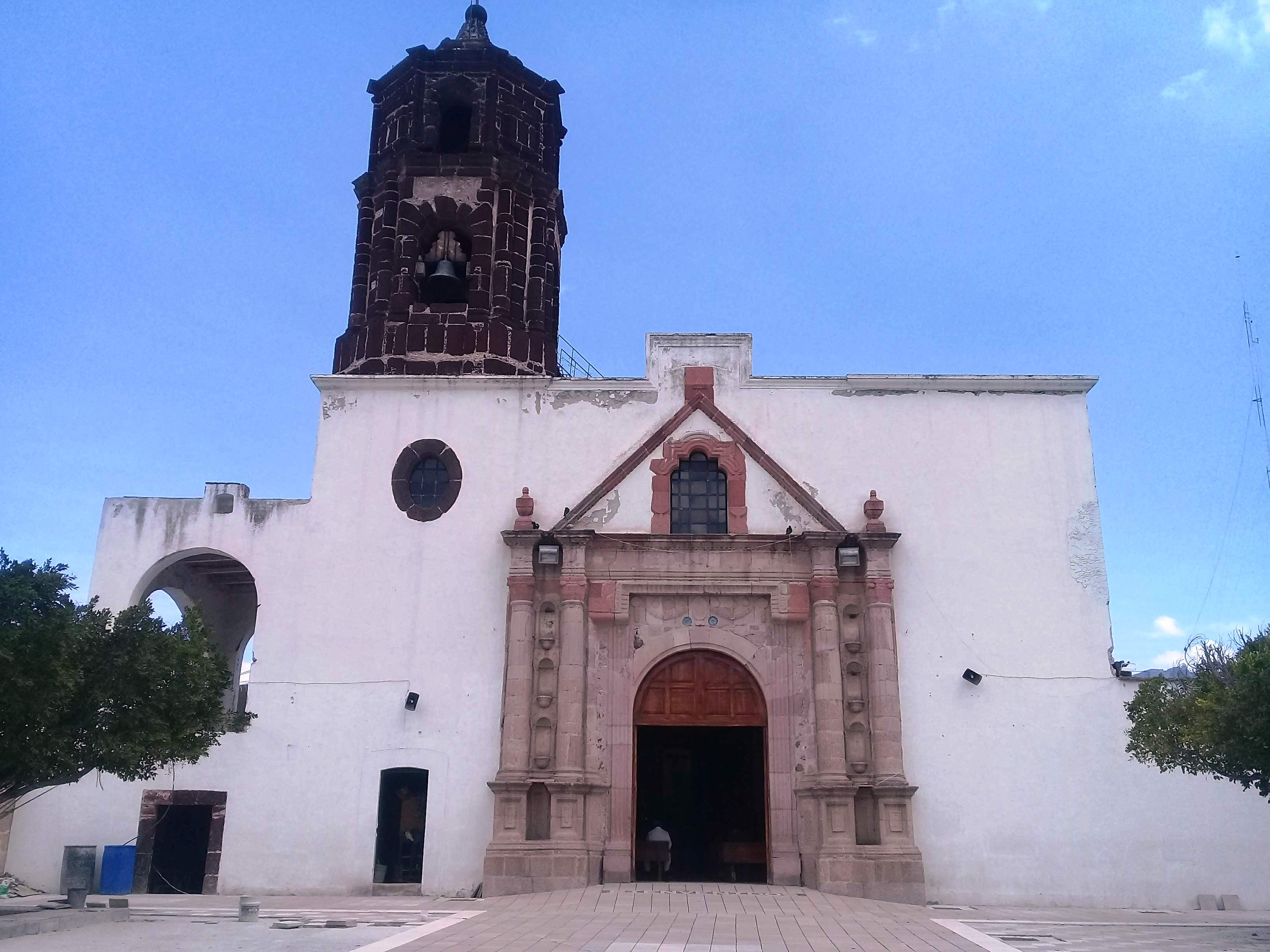
Parroquia del Señor de las Maravillas.

La designación de El Arenal, se debe a que en el lugar, abunda la arena y aunque no se conoce su nombre náhuatl, en idioma otomí la población fue designada como Mohmu, que quiere decir, “Montón de arena”.

## Historia
En 1117 este lugar ha sido habitado por grupos otomíes, se dice que la historia de éste municipio está muy ligada a la de Actopan por lo que se piensa que su conquista fue en conjunto con los chichimecas. En 1120, su dependencia del reino de Acolhuacan. En 1787 los españoles lo habitaron en ese año. En 1826 es elevado a categoría de municipio.

## Geografía
El Arenal se ubica a 20 kilómetros de la carretera número 85 Pachuca-Actopan. La localidad se encuentra en la región del Valle del Mezquital, le corresponden las coordenadas geográficas 20°13′17.126″ de latitud norte y 98°54′39.764″ de longitud oeste, con una altitud de 2031 m s. n. m.
Su terreno es de llanura principalmente; y se encuentra en la provincias fisiográfica del Eje Neovolcanico, y dentro de la subprovincia de Llanuras y Sierras de Querétaro e Hidalgo. En lo que respecta a la hidrología se encuentra posicionado en la región del Pánuco, dentro de la cuenca del río Moctezuma, y en la subcuenca del río Actopan.
Presenta un Semiseco templado; con una temperatura climatológica media anual de 16 °C con una precipitación total anual de 650 milímetros y un periodo de lluvias de junio a septiembre.

## Demografía

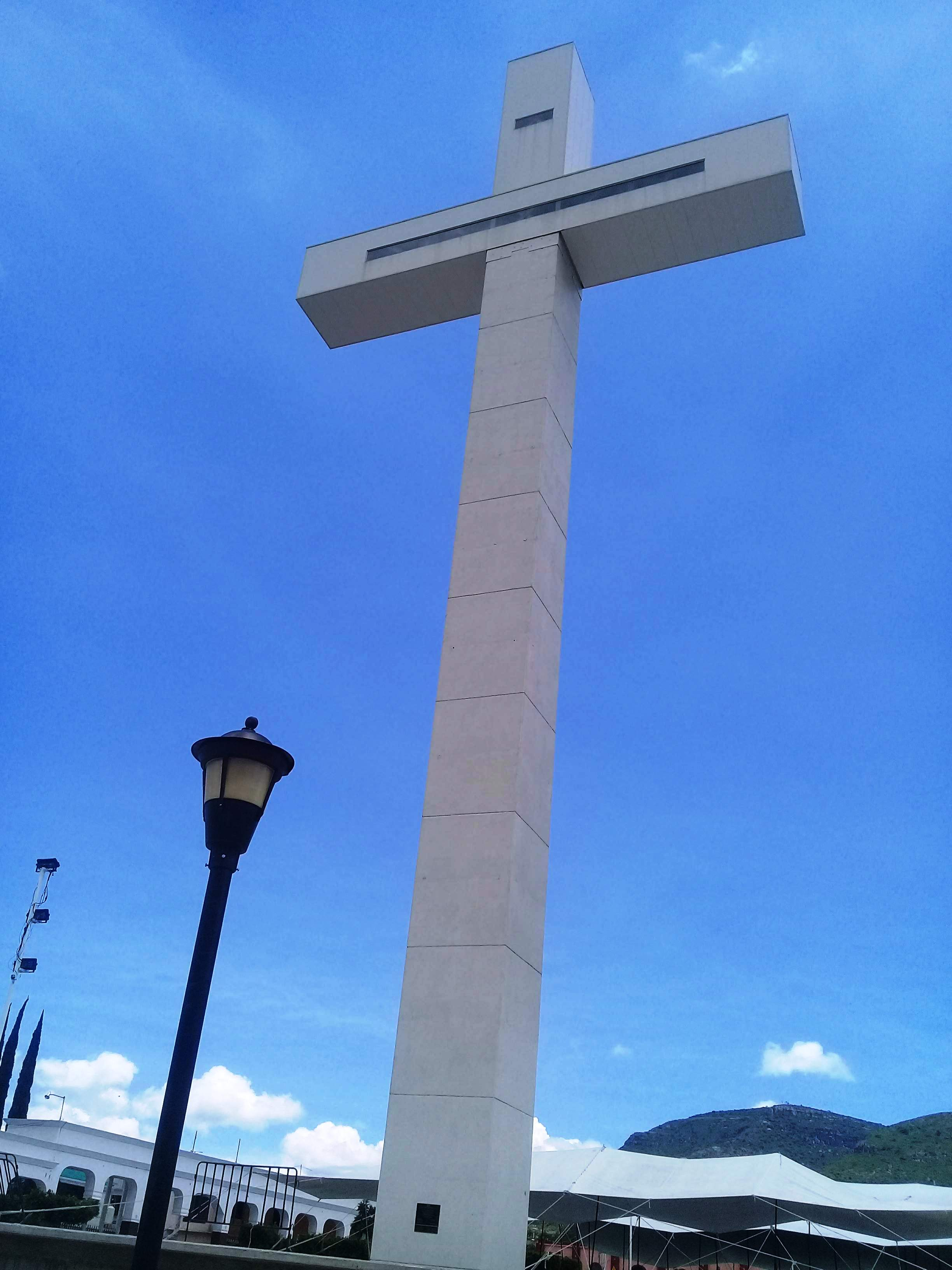
Cruz Monumental de El Arenal, tiene un altura de 55 metros, 3.30 de ancho, los brazos tienen una longitud por lado de 10.68 metros y pesa casi 979 629.80 kg.

De acuerdo con el Censo de Población y Vivienda 2020 del INEGI; la localidad tiene una población de 3578 habitantes, lo que representa el 18.04 % de la población municipal. De los cuales 1716 son hombres y 1862 son mujeres; con una relación de 92.16 hombres por 100 mujeres.
Las personas que hablan alguna lengua indígena, es de 56 personas, alrededor del 1.57 % de la población de la ciudad. En la ciudad hay 12 personas que se consideran afromexicanos o afrodescendientes, alrededor del 0.734 % de la población de la ciudad.
De acuerdo con datos del censo INEGI 2020, unas 3140 se declaran practicar la religión católica; unas 221 personas declararon profesar una religión protestante o cristiano evangélico; 04 personas declararon otra religión; y unas 210 personas que declararon no tener religión o no estar adscritas en alguna.
| Gráfica de evolución demográfica de El Arenal entre 1900 y 2020                              |
|                                                                                              |
| Población de los censos y conteos del Instituto Nacional de Estadística y Geografía (INEGI). |

## Economía
Tiene un grado de marginación medio y un grado de rezago social muy bajo.